# Flor silvestre (película)
Flor silvestre es una película mexicana de drama de 1943, dirigida por Emilio "Indio" Fernández y protagonizada por Dolores del Río y Pedro Armendáriz. Esta es la primera película filmada por Del Río en México tras su regreso de Hollywood; la cual marcaría el inicio de una fructífera colaboración entre Fernández, Del Río, Armendáriz, el fotógrafo Gabriel Figueroa y el guionista Mauricio Magdaleno, tan prolífica durante los años 40 y definió a la llamada Época de oro del cine mexicano.

## Sinopsis
En un pueblo del Bajío de principios del siglo veinte, José Luis (Pedro Armendariz), hijo del hacendado don Francisco (Miguel Ángel Ferriz Sr.), se casa en secreto con Esperanza (Dolores del Río), una bella y humilde campesina. Disgustado por la boda y porque su hijo se ha convertido en revolucionario, don Francisco deshereda a José Luis y lo echa de su casa. Tras el triunfo de la revolución, la pareja vive feliz hasta que José Luis se ve obligado a enfrentar a un par de falsos revolucionarios que han secuestrado a Esperanza y a su pequeño hijo.

## Elenco
- Dolores del Río .... Esperanza
- Pedro Armendáriz .... José Luis Castro
- Emilio "El Indio" Fernández .... Rogelio Torres
- Miguel Ángel Ferriz Sr. .... don Francisco
- Armando Soto La Marina «Chicote» .... Reynaldo
- Agustín Isunza .... Nicanor
- Eduardo Arozamena .... Melchor
- Mimí Derba .... doña Clara
- Margarita Cortés .... hermana de José Luis
- Manuel Dondé .... Úrsulo Torres
- José Elías Moreno .... coronel Pánfilo Rodríguez, primo de Esperanza
- Lucha Reyes .... cantante en el jaripeo
- Trío Calaveras .... músicos en el jaripeo
- Pedro Galindo .... Pedro
- Carlos Riquelme .... cura
- Tito Novaro .... hijo de Esperanza
- Emilia Guiú .... extra
- Arturo Soto Rangel... Silvestre

## Legado
Este filme ocupa el lugar número 30 dentro de la lista de las 100 mejores películas del cine mexicano, según la opinión de 25 críticos y especialistas del cine en México, publicada por la revista Somos en juli de 1994.